# 윤춘광
윤춘광(尹春光, 1952년 8월 15일 ~ 2019년 7월 13일)은 대한민국의 제9·10·11대 제주특별자치도의원이다. 

## 경력
- 신민주연합당 제주도당 조직부장
- 열린우리당 제주도당 서귀포시·남제주군 창당준비위원장
- 서귀포시 지체장애인 후원회장
- 서귀포시 장애인 부모회 자문위원
- 서귀포시 지체장애인협회 고문
- 한반도재단 제주대표
- 제주 4·3 도민연대 공동대표
- 서귀포 나라사랑 청년회장
- 제주 김대중기념사업회 추모 위원장
- 통일시대국민회의 제주대표
- 민주당 제주도당 부위원장
- 제주문화관광포럼 회원
- 2010.07 ~ 2014.06 제9대 제주특별자치도의회 의원
- 2012.07 ~ 2014.06 제9대 제주특별자치도의회 후반기 문화관광위원회 위원
- 2012.07 ~ 2014.06 제9대 제주특별자치도의회 후반기 행정자치위원회 위원
- 제9대 제주특별자치도의회 FTA대응특별위원회 위원
- 제9대 제주특별자치도의회 제주복지공동체포럼 위원
- 2016.04 ~ 2018.06 제10대 제주특별자치도의회 의원
- 2016.07 ~ 2018.06 제10대 제주특별자치도의회 후반기 부의장
- 2018.07 ~ 2019.07 제11대 제주특별자치도의회 의원
- 2018.07 ~ 2019.07 제11대 제주특별자치도의회 전반기 보건복지안전위원회 위원
- 2018.07 ~ 2019.07 제11대 제주특별자치도의회 전반기 예산결산특별위원회 위원

## 역대 선거 결과
|  | 26.60% |

|  | 35.79% |

|  | 29.26% |

|  | 52.55% |

|  | 47.81% |